# لويس سميث
لويس سميث (بالإنجليزية: Louis Smith)‏ (و. 1830 – 1910 م) هو سياسي، من أستراليا، توفي عن عمر يناهز 80 عاماً.

## مناصب
تولى منصب عضو الجمعية التشريعية فيكتوريا.